# Capcom Beat ’Em Up Bundle
A Capcom Beat ’Em Up Bundle (Japánban: Capcom Belt Action Collection) videójáték-gyűjtemény, amely a Capcom játéktermi beat ’em upjaiból áll. A gyűjtemény 2018 szeptemberében jelent meg digitális úton Nintendo Switch, PlayStation 4, Windows és Xbox One platformokra. A következő hónapban a PlayStation 4- és Nintendo Switch-verzió dobozos kiadást is kapott.

## Játékmenet
A Capcom Beat ’Em Up Bundle videójáték-gyűjtemény, amely hét Capcom-beat ’em up játéktermi verzióját tartalmazza:
- Final Fight (1989)
- Captain Commando (1991)
- The King of Dragons (1991)
- Knights of the Round (1991)
- Warriors of Fate (1992)
- Armored Warriors (1994)
- Battle Circuit (1997)

Mind a hét játék angol és japán nyelven is játszható, illetve mindegyik támogatja az interneten keresztüli többjátékos módot is. Az Armored Warriors és a Battle Circuit játékoknak ez a gyűjtemény volt az első konzolos verziójuk.
A gyűjtemény egy képgalériát is tartalmaz, melyben az eredeti játékokhoz készített koncepció-, promóciós és szereplőrajzokat, illetve a gyűjteményhez készített rajzokat lehet megtekinteni.

## Fogadtatás
| Összegzőoldal | Értékelés                              |
| ------------- | -------------------------------------- |
| Metacritic    | 78/100 (NS) 76/100 (XONE) 71/100 (PS4) |

| Szerző | Értékelés |
| ------ | --------- |
| EGM    | [ 8 ]     |

A játék a Metacritic kritikaösszegző weboldal adatai szerint általánosságban kedvező kritikai fogadtatásban részesült.

## Fordítás
- Ez a szócikk részben vagy egészben  a   Capcom Beat 'Em Up Bundle című angol Wikipédia-szócikk ezen változatának fordításán alapul.  Az eredeti cikk szerkesztőit annak laptörténete sorolja fel. Ez a jelzés csupán a megfogalmazás eredetét és a szerzői jogokat jelzi, nem szolgál a cikkben szereplő információk forrásmegjelöléseként.